# Sanna Lenken
Susanna Karin Tullan "Sanna" Lenken (Göteborg, 15 augustus 1978) is een Zweeds regisseur en scenarioschrijver.

## Biografie
Susanna Karin Tullan Westergren werd in 1978 geboren in Göteborg. Ze studeerde filmregie aan het Dramatiska institutet in Stockholm. Vervolgens studeerde ze film aan het Deense European Film College in Ebeltoft en behaalde een master in scenarioschrijven aan het Dramatiska Institutet. Voordat ze met filmmaken begon, deed ze casting en productie in theater en film.
In 2004 maakte Lenken haar regiedebuut met de korte film Skallgang. Haar korte films Valborg en Travemünde Trelleborg, die ze maakte bij het Dramatiska Institutet, werden genomineerd voor "1 km film" op het filmfestival van Stockholm en werden vertoond op festivals over de hele wereld. In 2010-2012 regisseerde ze twee seizoenen van de televisieserie Dubbelliv, die werd getoond op SVT. De serie werd genomineerd voor de prijs voor het beste drama op het Nordic Children Festival en het Chicago International Children's Film Festival.
Haar speelfilmdebuut Min lilla syster dat ze schreef en regisseerde, ging in 2015 in première op het internationaal filmfestival van Göteborg en werd vertoond op verschillende grote filmfestivals (onder andere Berlijn en Toronto). De film werd bekroond met verscheidene prijzen en behaalde vijf nominaties voor de Guldbagge-prijzen 2016, waaronder beste film, beste regie en beste scenario. Twee van Lenkens korte films, Äta lunch (2012) en Nattbarn (2017) werden ook genomineerd voor de Guldbagge voor beste korte film. Äta lunch won bovendien de prijs voor beste Europese korte film op het internationaal filmfestival van Valladolid in 2013.

## Filmografie
- 2017: Nattbarn (korte film)
- 2015: Min lilla syster (ook scenario)
- 2012: Äta lunch (korte film, ook scenario)
- 2010-2012: Dubbelliv (televisieserie)
- 2010: Yoghurt (tv-film)
- 2009: Travemünde Trelleborg (korte film)
- 2008: Valborg (korte film)
- 2008: Mellan 11 och 12  (tv-film, segment "Körsnären")
- 2007: Morötter och potatismos (korte film)
- 2004: Skallgång (korte film)

## Prijzen en nominaties
De belangrijkste:
| Jaar | Prijs     | Categorie        | Film             | Uitslag     |
| ---- | --------- | ---------------- | ---------------- | ----------- |
| 2018 | Guldbagge | Beste korte film | Nattbarn         | Genomineerd |
| 2016 | Guldbagge | Beste regie      | Min lilla syster | Genomineerd |
| 2016 | Guldbagge | Beste scenario   | Min lilla syster | Genomineerd |
| 2014 | Guldbagge | Beste korte film | Äta lunch        | Genomineerd |